# The Dinosaurs
The Dinosaurs byla americká rocková superskupina, založená v San Francisco Bay Area v roce 1982. Členové skupiny byli: Peter Albin z Big Brother and the Holding Company, John Cipollina z Man Quicksilver Messenger Service, Papa John Creach z Hot Tuna, Jefferson Airplane a Jefferson Starship, Spencer Dryden z Jefferson Airplane, Robert Hunter z Grateful Dead, Barry Melton z Country Joe and the Fish a Merl Saunders z Saunders-Garcia Band.

## Diskografie
- Dinosaurs (1988)
- Friends of Extinction (2005)